# Ursul Philip Boissevain

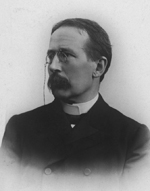
Ursul Philip Boissevain

Ursul Philip Boissevain (geboren am 4. November 1855 in Amsterdam; gestorben am 7. Mai 1930 ebenda) war ein niederländischer Althistoriker, der bis heute bedeutend vor allem als Herausgeber des Werkes von Cassius Dio hervorgetreten ist.

## Jugend und Studium
Ursul Philip Boissevain war der Sohn von Henri Jean Arnaud Boissevain und dessen Frau Petronella, geborene Drost, und das jüngste von fünf Kindern. Nach dem Besuch des Amsterdamer Athenaeum Illustre in den Jahren von 1871 bis 1874 schrieb er sich 1874 an der Universität Leiden ein, um bei Carel Gabriel Cobet zu studieren. Unentschlossen, ob er sich eher der Alten Geschichte oder der Klassischen Archäologie zuwenden solle, teilte er Cobet mit, dass er gern bei Theodor Mommsen in Berlin studieren und dann eine Italienreise durchführen wolle. Cobet riet ihm, zunächst zu promovieren und dann zu Mommsen zu gehen oder – sollte der Archäologie sein Hauptinteresse gelten – direkt nach Rom zu reisen.
Dessen ungeachtet begab sich Boissevain im Herbst 1878 nach Berlin, wo er zwei Semester studierte. Mommsen beeindruckte ihn nachhaltig, schärfte seinen kritischen Blick auf die historischen Quellen und vermittelte ihm das methodische Rüstzeug, um auch scheinbare Nebensächlichkeiten zu Quellen historischer Erkenntnis zu machen. Außer bei Mommsen hörte Boissevain auch bei dem Historiker Johann Gustav Droysen und bei dem Altphilologen Adolf Kirchhoff. Mommsen aber blieb ihm „der Unvergleichliche“, auch wenn er später nicht frei von fachlicher Kritik gegenüber Mommsens Werk blieb.
In Berlin kam Boissevain in Kontakt mit zahlreichen bedeutenden Wissenschaftlern, und mit manchen – etwa Christian Hülsen, Hermann Dessau und später Camille Jullian – schloss er eine Freundschaft, die sich in einer lebenslangen Korrespondenz niederschlug. Für sein Dissertationsvorhaben fand er in Berlin jedoch kaum Zeit, die Vorbereitung der Seminare und Übungen ließ dies nicht zu. So wählte er gegen Ende seines zweiten Berliner Semesters ein Dissertationsthema, das er vorbereitend schon bei Mommsen behandelt hatte: eine vor allem auf Inschriften gestützte Untersuchung zu Legionen und Militärwesen in den spanischen Provinzen der römischen Kaiserzeit. Im Dezember 1879 wurde er mit dieser Arbeit in Leiden promoviert, doch fiel das Ergebnis weniger befriedigend als erhofft aus, zu groß waren die Abweichungen von dem in Leiden Gewohnten, und mit Inschriften kannte man sich dort nicht aus.

## Italienreise
Mit einem Empfehlungsschreiben Mommsens, den Boissevain als seinen eigentlichen akademischen Lehrer ansah, reiste er 1880 zu dem Epigraphiker Otto Hirschfeld nach Wien. Hirschfeld trug ihm an, doch eine Neuausgabe des Werkes von Cassius Dio in Angriff zu nehmen: ein umfangreiches Unterfangen, zu dem es mit den Ausgaben von Immanuel Bekker aus dem Jahr 1849 und Ludwig Dindorf aus den Jahren 1861–1865 in fünf Bänden bereits etablierte und geschätzte Vorlagen gab. Eine Edition, die die verstreuten, weitgehend fragmentarischen Textzeugen und Epitome zu Cassius Dio nach sorgfältiger Untersuchung aller verfügbaren Kodizes gesammelt hätte, war jedoch nicht verfügbar. Mommsen schätzte die Dauer für die Umsetzung des Vorhabens auf wenigstens zehn Jahre intensiver Arbeit und warnte vor den grundsätzlichen Problemen, die mit einer Bewertung und Berücksichtigung byzantinischer Exzerptoren – etwa des Johannes Xiphilinos – verbunden seien. Abschrecken wollte Mommsen nicht, und er bot Boissevain gar Hilfe an, sollte es um die Vermittlung fähiger Wissenschaftler in Italien für die Sichtung des dortigen Materials gehen.
Boissevain ließ sich auf die Unternehmung ein, die Vorstellung einer Reise in den Süden faszinierte ihn und der Aufgabe selbst fühlte er sich gewachsen. Von Wien aus machte er zunächst einen Besuch in Olympia, verbrachte den Sommer in Straßburg und begann im Oktober 1880 seine große Reise nach Italien und Griechenland. Zwei Jahre sollte die Reise durch die Bibliotheken, Archive und Museen dauern. Im Deutschen Archäologischen Institut Rom wurde er gastfreundlich von Wilhelm Henzen aufgenommen, enge Kontakte knüpfte er zu Wolfgang Helbig und dessen Familie. Auch lernte er den Architekten Hendrik Petrus Berlage, einen entfernten Verwandten, kennen, mit dem er viel Zeit in Rom verbrachte. Der Süden Italiens mit Neapel und Sizilien sowie Griechenland, das er 1905 ein weiteres Mal bereiste, beeindruckten ihn ebenfalls, sprachen ihn wegen des Mangels an Museen und archäologischer Hinterlassenschaft jedoch weniger emotional an.

## Lehrer und Professor
Im Jahr 1882 kehrt Boissevain in die Niederlande zurück und wurde Lehrer am Erasmus-Gymnasium in Rotterdam. Hier lernte er seine Frau Wilhelmina Carolina Momma (1859–1921) kennen, die er am 3. Juli 1884 heiratete. Als Lehrer war er bei den Schülern beliebt und respektiert, zugleich fand er die Zeit, an seinen Studien zu Cassius Dio zu arbeiten und eine Reihe von Aufsätzen zu publizieren. Das zu Cassius Dio gesammelte Material wurde von ihm organisiert, die Textzeugen nach und nach geordnet. Im Jahr 1887 wurde er Professor für Alte Geschichte an der Reichsuniversität Groningen, 1889 zusätzlich mit dem Lehrdeputat für Römische Altertümer belastet. Thema seiner Antrittsvorlesung war der Wert der Epigraphik für die Alte Geschichte. Boissevain sah sie als unverzichtbare Hilfswissenschaft, die den Menschen, wie er war und ist, zeige.
Die Ankündigung einer neuen Cassius-Dio-Ausgabe im B. G. Teubner Verlag führte beinahe zur Aufgabe seines eigenen Vorhabens. Doch die 1890 publizierte Ausgabe von Johann Melber blieb deutlich hinter den Erwartungen und den eigenen Ansprüchen Boissevains zurück. Fünf Jahre später erschien der erste Band Boissevains bei Weidmann. Im Abstand von jeweils drei Jahren folgten die beiden übrigen Bände, 25 Jahre später – letztlich bedingt durch den Ausbruch des Ersten Weltkrieges, das Manuskript lag Weidmann 1914 vor, und seine Folgen – folgte ein 700-seitiger Indexband.
Die Ausgabe war ein allseits gelobter Erfolg. Ulrich von Wilamowitz-Moellendorff sah in der Ausgabe eine paradigmatische Veröffentlichung eines Schriftstellers, dessen Werk zu einem großen Teil nur fragmentarisch überliefert ist, wie er Boissevain brieflich mitteilte. Die Zitation des Dio’schen Werkes nach Boissevain ist noch heute wissenschaftlicher Standard. Arthur Stein urteilte in seiner Rezension zum Indexband, es handele sich um ein „umfassendes Repetitorium für die Geschichte, Staatsverfassung und -verwaltung, das Heerwesen, die Religion und noch vieles andere, was das römische Reich und das römische Volk angeht“.
Nach der Ausgabe des Cassius Dio wurde er mit einer weiteren textkritischen Edition beauftragt, den Sententiis im Rahmen der Excerpta historica iussu Imperatoris Constantini Porphyrogeniti confecta. Der von Kardinal Angelo Mai entdeckte Text erschien 1906 bei Weidmann. Nach 24 Jahren der Lehre in Groningen erreichte Boissevain im Jahr 1911 ein Ruf der Universität Amsterdam, an der er bis 1926 lehrte. 1911 wurde er auch Vizepräsident der Königlich Niederländischen Akademie der Wissenschaften, deren Mitglied er seit 1898 war. Bis 1922 hatte er diese Position inne.
Das Spektrum seiner wissenschaftlichen Interessen war weit gestreut. Boissevain beschäftigte sich mit Epigraphik, Numismatik, mit der Wasserversorgung Roms und vielen anderen Themen. Sein letzter Vortrag vor der Akademie, gehalten 1930, galt griechischen Schenkungsurkunden aus Süditalien des Jahres 1127/1128.

## Veröffentlichungen (Auswahl)
- De re militari provinciarum hispaniarum aetate imperatoria. Van Heteren, Amsterdam 1879 (Digitalisat).
- De waarde van de Epigraphiek voor de Oude Geschiedenis. Redevoering bij de aanvaarding van het Hoogleeraarsambt aan de Rijksuniversiteit te Groningen op den Isten December 1887 uitgesproken. Wolters, Groningen 1887.
- Cassii Dionis Cocceiani Historiarum Romanarum quae super sunt. Drei Bände. Weidmann, Berlin 1895–1902.
- Excerpta historica iussu Imperatoris Constantini Porphyrogeniti confecta. Band 4: Excerpta de sententiis. Weidmann, Berlin 1906.
- Beschreibung der griechischen autonomen Münzen im Besitze der Königlichen Akademie der Wissenschaften zu Amsterdam. J. Müller, Amsterdam 1912.